# واجهة العمل والحياة
واجهة العمل والحياة هي نقطة الالتقاء بين العمل والحياة الشخصية. هناك الكثير من جوانب الحياة الشخصية التي يمكن أن تتداخل مع العمل بما في ذلك الأسرة، الترفيه، والصحة. واجهة العمل والحياة ثنائية الإتجاه؛ على سبيل المثال، يمكن للعمل أن يتداخل مع الحياة الشخصية، و يمكن للحياة الشخصية أن تتداخل مع العمل. هذه الواجهة يمكن أن تكون ضارة ( مثل الصراع بين العمل و الحياة) أو أن تكون مفيدة (مثل الإثراء بين العمل و الحياة). أظهرت الأبحاث الحديثة أن واجهة العمل والحياة أصبحت بلا حدود بشكل متزايد، خاصة للعمال القادرين علي استخدام التكنولوجيا.